# Pál Bakó
Pál Bakó   (Budapest, 8 de juny de 1946) és un pentatleta hongarès, ja retirat, que va competir durant les dècades de 1960 i 1970.
El 1972 va prendre part en els Jocs Olímpics d'Estiu de Múnic, on disputà dues proves del programa de pentatló modern. Junt a András Balczó i Zsigmond Villányi guanyà la medalla de plata en la competició per equips, mentre en la competició individual fou quinzè.
En el seu palmarès també destaquen el campionat del món júnior per equips de 1965 i 1966, així com una medalla d'or, una de plata i una de bronze al Campionat del món de pentatló modern i dos campionats nacionals per equips.